# أطربون عسكري

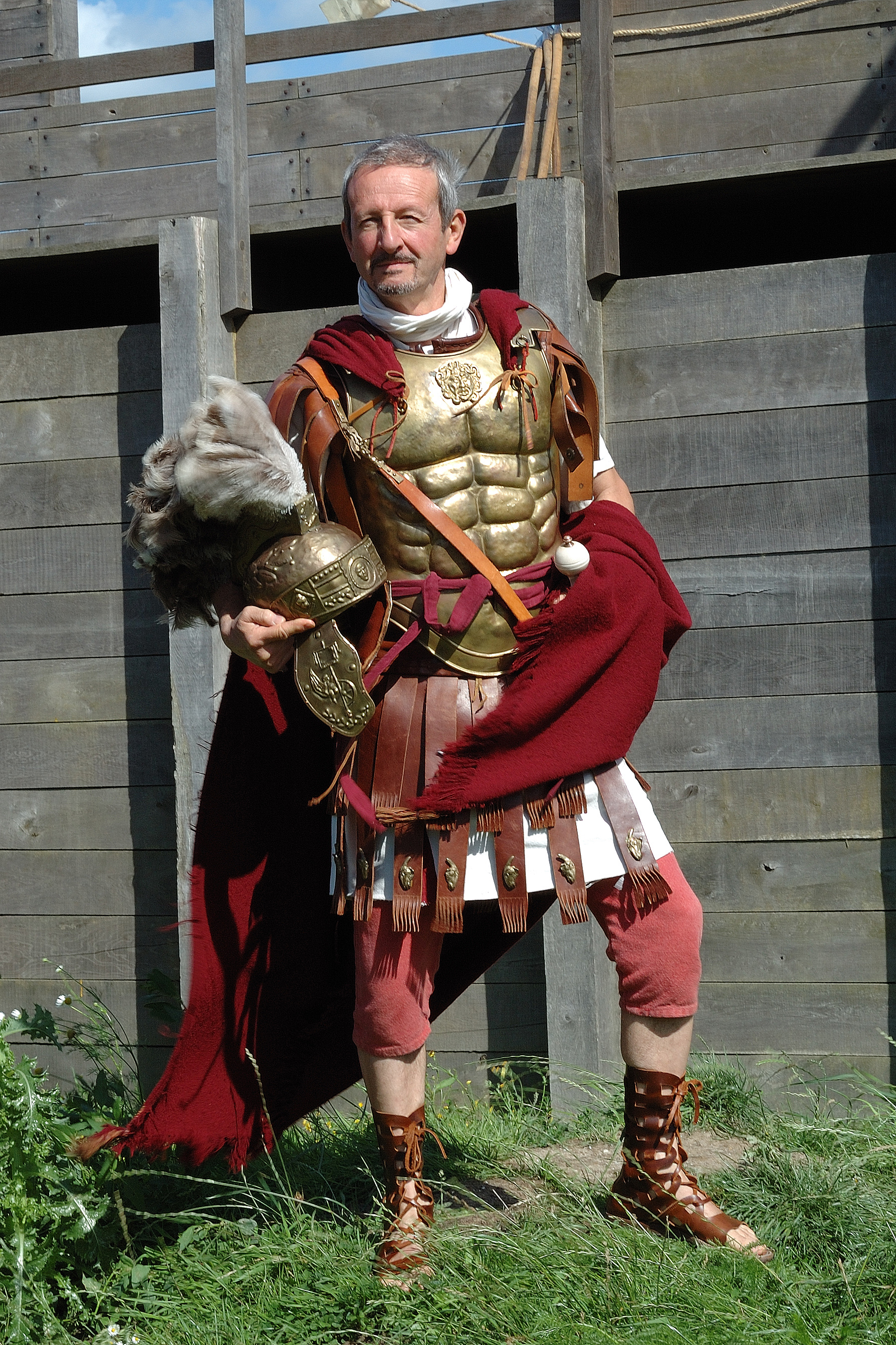

التربيون العسكري (لاتينية: tribunus militum، "منبر الجنود"، Greek chiliarchos، χιλίαρχος) كان ضابطًا في الجيش الروماني الذي صنف دون الليغاتوس فوق السينتوريون. وغالبا ما كان الشبان من رتبة الفروسية يخدمون كتريبيون عسكري كنقطة انطلاق لمجلس الشيوخ. لا ينبغي الخلط بين التريبيون العسكري مع المكتب السياسي المنتخَب لتربيون الشعب (Tribune of the Plebs) (Tribunus plebis) ولا مع أطربون عسكري ذو سلطات قنصلية (tribunus militum consulari potestate).